# Ciśnienie statyczne
Ciśnienie statyczne – ciśnienie równe wartości siły działającej na jednostkę powierzchni, z jaką działają na siebie dwa stykające się elementy przepływającego lub będącego w spoczynku płynu, które znajdują się w danej chwili w rozpatrywanym punkcie przestrzeni.